# Mistel (Heraldik)
Die Mistel, eine Form aus der großen Gattung der Familie der Sandelholzgewächse (lat. Viscum), ist in der Heraldik eine wenig verbreitete Wappenfigur. Laubholz-Mistel, Hexenbesen oder Hexenkraut, aber auch Kenster, Nistl, Heiler, Drudenfuß, Heiligheu, Heiligkreuzholz, Leimmistel, Vogelmistel und Wintergrünholz sind weitere Bezeichnungen für den Schmarotzer und im Wappen ist eine Unterscheidung nach einer spezifischen Art nicht üblich. Ob Eichenmistel, Lindenmistel, Weidenmistel, Tannenmistel, Hasenmistel oder Eschenmistel ist in der Heraldik unbedeutend.
Sie ist in der Darstellung im Wappen oder Feld recht nahe dem natürlichen baumaufsitzenden Schmarotzer. Die Blätter werden überwiegend grün und die Früchte als weiße Beeren dargestellt. Auch kann sie im Oberwappen sein.
Die Symbolik ist für diese Figur recht umfangreich, aber oft auch widersprüchlich. Die Mistel galt als heilig. Sie soll Krankheiten heilen. Die Pflanze wird als beruhigend, entzündungshemmend, blutstillend, harntreibend und krampflösend, aber auch als lindernd bei Diabetes, Gallenschwäche, Nervenschwäche und Kopfschmerzen angesehen. Bei Krampfadern, Ekzemen, Geschwüren und eitrigen Wunden soll sie sich als Heilmittel bewährt haben. Die Unfruchtbarkeit beim Menschen sollte sie beheben können. Das Mistelblatt wird auch dem keltischen Gott Esus zugeordnet. In der germanischen Mythologie ist die Mistel stark verwurzelt. Aufgehängte Mistelzweige an oder über den Eingangstüren gehören zu den Weihnachtsbräuchen in den USA und England.
Der Schmarotzer ist für redende Wappen geeignet. So deutet die Mistel im Wappen auf den alten Ortsnamen Jemioła/Imielno (deutsch „Mistel“) hin.

Mistelgau
Mistelbach (Niederösterreich)
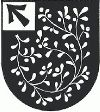
Strallegg
Imielno (Powiat Jędrzejowski)